# Західноказахстанська область
Західноказахста́нська область (каз. Батыс Қазақстан облысы) — область у складі Казахстану. Утворена 10 березня 1932 року.
Адміністративний центр — місто Уральськ.
Розташована в північно-західній частині республіки, в басейні середньої течії річки Урал.

## Географія

Західноказахстанська область в 1960

Західноказахстанська область займає північну частину Прикаспійської низовини, що є рівниною, для якої характерні обширні піщані масиви і западини, зайняті іноді солоними озерами і сорамі. На півночі — південні відроги Общего Сирта (гора Ічка, 259 м), а на сході — околиця Підуральського плато.
Клімат різко континентальний, зі спекою, сухим літом і холодною малосніжною зимою. Середня температура липня 24-26 °С, січня від −11 °C до −14 °C. Опадів випадає на рік від 300 мм на півночі до 180 мм на півдні. Характерні сильні вітри — бурани взимку і суховії влітку. Вегетаційний період 150 діб на півночі, 170 діб на півдні.
Річки належать до басейну Каспійського моря (найбільша з них — річка Урал). Більшість річок маловодні, влітку пересихають або розпадаються на окремі плеса, на них споруджені греблі і водосховища, найбільші на річці Кушум: Кушумське, Донгелекське. На території області багато озер (в основному заплавні і дельтові), більша частина з них влітку міліє; найбільші прісні озера — Камиш-Самарське, Ітмуринколь, Рибний Сакрил; солоні — Шалкар, Аралсор.
На півночі області — зона степів, яка на південь змінюється напівпустелею. У північній частині області є невеликі площі чорноземних ґрунтів, південніше — червоно-коричневі, каштанові і світло-каштанові з плямами солонців; на півдні переважають солонці. Великі площі південних і південно-східних районів зайняті пісками. По річкових долинах поширені лукові солонцеваті ґрунти. Різнотравно-злаковий рослинний покрив переходить в ковильно-тіпчаковий, а потім в полинно-тіпчаковий і полино-злаковий. У заплавах річок — злакові луки. Ліси (тополя, в'яз, дуб) збереглися переважно в заплаві річки Урал і на Сирті (березові колки). На південному заході області — гаї з сосни, білої акації і вільхи. Повсюдно поширені гризуни (ховрах, тушканчик, піщанка), хижаки (вовк, лисиця, тхір, ласка), рідко — копитні (сайга, джейран); багато плазунів — змії (степовий удав, щитомордник, гадюка; на півдні — степова агама). З птахів характерні стрепет, дрохва, саджа. Річка Урал і озера багаті рибою (лящ, короп, лінь, окунь, судак, сом)

## Населення
Населення — 675655 осіб (2021; 598880 у 2009, 616800 у 1999, 629991 у 1989).
Населення Західноказахстанської області — поліетнічне. На 1 січня 2010 року значну частину населення області становили казахи — 71,4 %, росіяни — 22,4 %, українці — 2,4 %, татари — 1,5 %, білоруси — 0,4 %. Інші національності складають близько 1,9 % від загальної чисельності населення краю.
| Роки      | 2003     | 2004     | 2005     | 2006     | 2007     | 2008     |
| --------- | -------- | -------- | -------- | -------- | -------- | -------- |
| Населення | 602 133  | ▲603 832 | ▲606 534 | ▲609 291 | ▲612 479 | ▲615 310 |
|           |          |          |          |          |          |          |
| Роки      | 2009     | 2010     | 2011     | 2012     | 2013     | 2014     |
| Населення | ▼598 341 | ▲603 858 | ▲608 318 | ▲612 551 | ▲617 779 |          |

## Адміністративний поділ
Область поділяється на 12 районів та 1 міську адміністрацію:
| №  | Район                          | Площа, км² | Населення, осіб (1989) | Населення, осіб (1999) | Населення, осіб (2009) | Населення, осіб (2021) | Центр      | К-ть АО | К-ть НП |
| -- | ------------------------------ | ---------- | ---------------------- | ---------------------- | ---------------------- | ---------------------- | ---------- | ------- | ------- |
| 1  | Акжаїцький район               | 25715,24   | 52110                  | 50773                  | 42971                  | 36199                  | Чапаєв     | 18      | 49      |
| 2  | Байтерецький район             | 7421,34    | 59572                  | 56611                  | 55420                  | 58466                  | Перемітне  | 22      | 68      |
| 3  | Бокейординський район          | 19214,45   | 18267                  | 19507                  | 16668                  | 14480                  | Сайхін     | 7       | 23      |
| 4  | Бурлінський район              | 5566,34    | 42062                  | 48958                  | 53235                  | 58138                  | Аксай      | 14      | 28      |
| 5  | Жангалинський район            | 20760,73   | 21210                  | 23560                  | 23505                  | 21501                  | Жангала    | 9       | 22      |
| 6  | Жанібецький район              | 8213,23    | 21272                  | 19511                  | 16896                  | 14554                  | Жанібек    | 9       | 18      |
| 7  | Казталовський район            | 18605,81   | 39300                  | 38703                  | 32908                  | 27432                  | Казталовка | 16      | 47      |
| 8  | Каратобинський район           | 9974,92    | 22054                  | 21115                  | 16879                  | 13629                  | Каратобе   | 8       | 22      |
| 9  | Сиримський район               | 11888,43   | 34561                  | 30569                  | 21575                  | 17369                  | Жимпіти    | 12      | 31      |
| 10 | Таскалинський район            | 8068,05    | 21588                  | 20645                  | 17202                  | 16348                  | Таскала    | 9       | 28      |
| 11 | Теректинський район            | 7967,57    | 45485                  | 43194                  | 38269                  | 38720                  | Теректи    | 15      | 49      |
| 12 | Чингірлауський район           | 7229,89    | 26565                  | 21799                  | 16116                  | 13032                  | Шингирлау  | 8       | 25      |
| 13 | Уральська міська адміністрація | 731,33     | 225945                 | 221855                 | 247236                 | 345787                 | Уральськ   | 4       | 8       |

## Найбільші населені пункти
Населені пункти з чисельністю населення понад 10000 осіб:
| № | Населений пункт | Населення, осіб (1989) | Населення, осіб (1999) | Населення, осіб (2009) | Населення, осіб (2021) |
| - | --------------- | ---------------------- | ---------------------- | ---------------------- | ---------------------- |
| 1 | Уральськ        | 199835                 | 194905                 | 202161                 | 247467                 |
| 2 | Зачаганськ      | 12090                  | 12906                  | 27065                  | 58356                  |
| 3 | Аксай           | 18237                  | 28953                  | 32873                  | 36293                  |
| 4 | Деркул          | 8385                   | 8606                   | 9786                   | 28407                  |

## Видатні особистості
- Махамбет Утемісов — казахський поет і один з керівників повстання в 1836—1838 роках;
- Салім Айткулов — Герой Радянського Союзу.